# Club Bamin Real Potosí
Maillots
Dernière mise à jour : 17 août 2011.
Le Club Bamin Real Potosí est un club bolivien de football basé à Potosí.
La particularité de ce club est de posséder le stade le plus haut du monde (3 976 mètres d’altitude) rendant le jeu particulièrement difficile pour les équipes n'ayant pas l'habitude de jouer à une telle altitude. C'est ainsi que lors du match de Copa Libertadores 2007 opposant l'équipe locale à Flamengo, plusieurs joueurs de l'équipe brésilienne ont fini sous assistance respiratoire (certains faisant même des malaises à la sortie de l'avion).

## Palmarès
- Championnat de Bolivie (1)
  - Champion : 2007 A